# Jean le Diacre
Jean le Diacre (italien : Giovanni Diacono ou Giovanni da Venezia), né vers 940-945 et mort après 1018, était un diacre vénitien, secrétaire du doge de Venise et chroniqueur.

## La chronique vénitienne
La chronique de Jean est une source principale clé pour l'histoire des peuples et des régimes politiques slaves en Dalmatie aux IXe et Xe siècles, pour laquelle il s'est probablement inspiré de documents antérieurs. Il distingue les Narentins, qui vivaient à l'embouchure de la rivière Neretva, et un autre groupe, plus septentrional, qui donnera naissance à la principauté de Croatie et plus tard encore au royaume de Croatie. Jean rend compte des relations difficiles du doge Jean (829-836) et de son successeur Pierre (836-864) avec les Slaves de la Neretva ; le Pactum Lotharii de 840 et l'alliance vénitienne-franque contre la piraterie slave ; Domagoj et les guerres autour de la région d'Istrie ; le coup d'État de la principauté slave par Zdeslav ; l'usurpateur Branimir ; et la guerre navale contre les Slaves narentins en 887 et 948. Pour son époque, Jean rend compte des succès de son maître, le doge Pierre II Orseolo (991-1009), contre les « Croates slaves », de ses affrontements contre les "Croates slaves", ses affrontements avec les Croates et les Narentins pour la possession de Zadar, et la soumission des souverains dalmates (à l'exception du "roi des Croates") à Venise.